# ژان-نوئل فراری
ژان-نوئل فراری (فرانسوی: Jean-Noël Ferrari‎؛ زادهٔ ۷ ژوئن ۱۹۷۴) شمشیرباز اهل فرانسه است.
وی در مسابقات کشوری و بین‌المللی در مجموع برندهٔ ۱ مدال طلا شده‌است.